# アルファロメオ・156

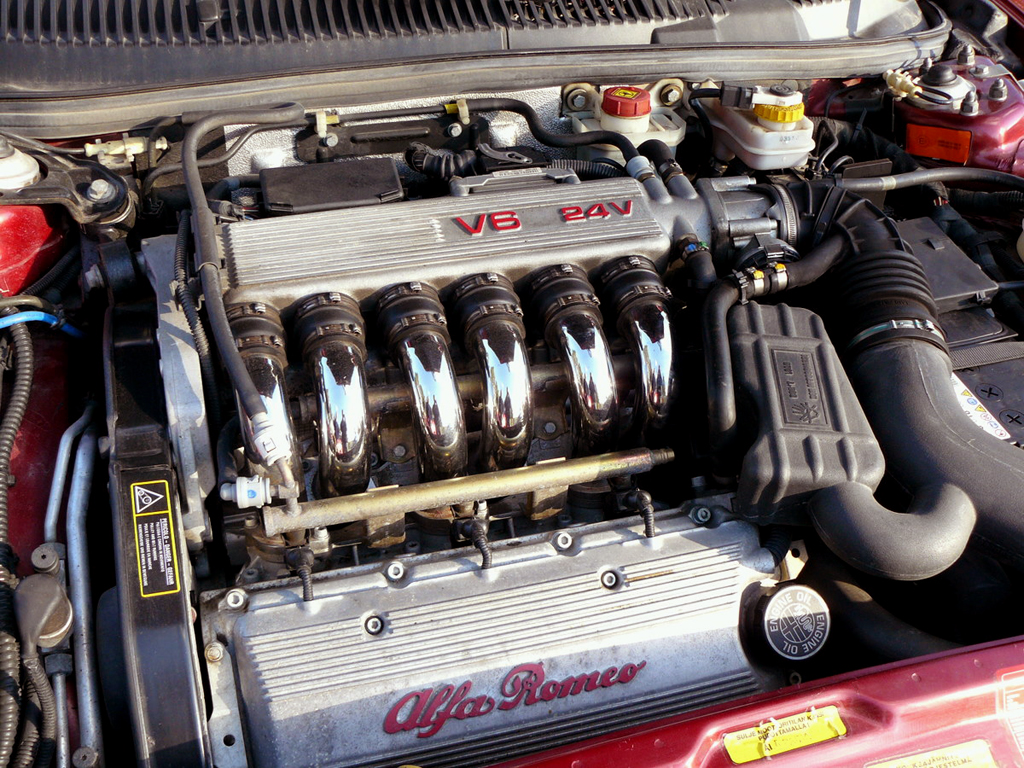
Alfa Romeo 156 2.5 V6 24V エンジン

156は、イタリアの自動車メーカーアルファロメオが1997年から2005年にかけて製造、販売していた中型乗用車。エクステリアデザインや美しいV型6気筒のエンジンルーム等が評価され、同社史上、商業的に最も成功したモデルとされる。

## 歴史

### セダン
1997年のフランクフルトモーターショーで生産型が発表され、日本では1998年5月に発売された。1998年度のグッドデザイン賞を受賞している。デザインはワルテル・デ・シルヴァが担当。
日本仕様車のエンジンは2L 直列4気筒と、2.5L V型6気筒の2種類。トランスミッションは当初2Lには5速MT、2.5Lには6速MTが組み合わされ、後にそれぞれセレスピード（フェラーリのF1ギアシステムを元にしたセミオートマ）、2.5Lには4速Qシステム（MTのようなシフトレバーを持つAT）が追加された。
2002年7月には、欧州の新排ガス規制をパスするべく、2Lエンジンはそれまでのツインスパークから三菱自動車のGDIエンジンのパテントを獲得した直噴エンジンJTSに変更され、同時に3.2L V6エンジン搭載のスポーティモデルGTAがラインナップに追加された（詳細は後述）。しかしツインスパークが姿を消した事によって｢アルファらしいエンジンが無くなってしまった｣と嘆くファンも存在している。
2003年9月に外観を変更し、ジョルジェット・ジウジアーロのデザインしたブレラに似たフロントマスクが採用された。
2004年にはスポーティグレードTI（伊: Turismo Internazionaleの略）を設定。これは、2L、および2.5Lモデルをベースに外観やホイール、サスペンションにスポーティな装備を施したものである。また同時に、2LモデルにMTが設定された。

### スポーツワゴン
2000年に追加されたステーションワゴンタイプ。当初は156の名を持たず、単にスポーツワゴン（Sportwagon）と名乗っていた（ただし、リアにはこの段階から156のエンブレムが装着されていた）が、2002年9月から156スポーツワゴンと改称。ワゴンとしての利便性よりもスタイルを重視したモデルで、トランク容量などは小さい。エンジン、サスペンション形式などはセダンと共通。ただし、荷物積載時の姿勢変化を抑えるため、セダンにはないセルフレベリング機構を採用している。なお、日本向けにはMTの設定はない。

### クロスワゴン
2004年に追加。スポーツワゴンをベースに地上高を上げてクロスオーバーSUVスタイルとしたモデル。最高出力148 PSを発生する1.9 L ディーゼルエンジンと6速MTが組み合わせられ、駆動方式は四輪駆動。後継となる159の登場後も2007年まで生産が継続された。日本には正規輸入されていない。

### GTA

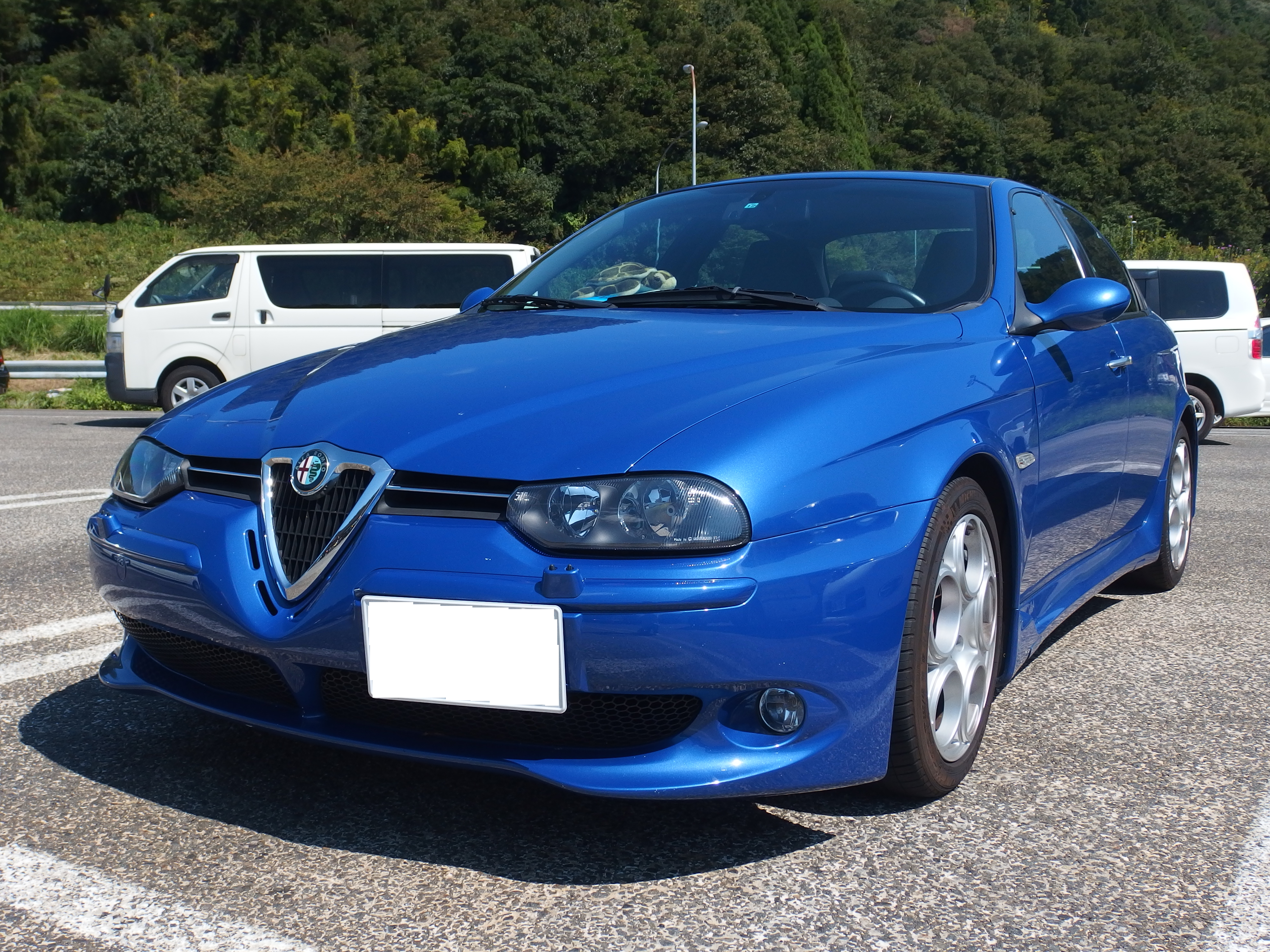
156 GTA

セダン、スポーツワゴンの双方に設定されたスポーツグレード。183 kW=250馬力を発生する3.2L V6エンジンを搭載し、専用設計のサスペンション、エアロパーツなどを備える。2003年の標準モデルのフェイスリフト以降も、GTAは前期型のフロントマスクのまま生産が継続された。
アルファロメオにおけるGTAのAはイタリア語で「軽量化」を意味する "Alleggerita" の頭文字で、1965年に登場したジュリア・スプリントGTAを発祥とする、同社伝統のネーミングである。
日本では2002年7月からセダンは6速MT、ワゴン(2003年に追加)は6速セミAT（セレスピード）仕様のみが導入されていたが、2005年2月にセダンにもセレスピードが設定された。

## モータースポーツ
1998年よりイタリアスーパーツーリングカー選手権にこれまでの155に代わり参戦を開始。この年4台がエントリーした。ドライバーはステファノ・モデナ、ファブリッイオ・ジョヴァナルディ、ニコラ・ラリーニ、アントニオ・ダンブリーニの4人だった。投入初年度ながらジョヴァナルディがシリーズチャンピオンを獲得した。同年、ドイツ・スーパーツーリング選手権(STWカップ)にもジョヴァナルディとモデナがスポット参戦した。
1999年前年に引き続きイタリアスーパーツーリングカー選手権に2台が参戦。ドライバーはニコラ・ラリーニとファブリツィオ・ジョヴァナルディの2人。ジョヴァナルディが同年もシリーズチャンピオンに輝いている。この年はスウェーデンツーリングカー選手権(STCC)にも2台参戦。ドライバーはマット・リンデンと国際F3000選手権などで活躍したトーマス・シー。
2000年 復活した ヨーロッパツーリングカー選手権(ETCC)に2台がフル参戦。ドライバーはステファノ・モデナとファブリツィオ・ジョヴァナルディ。ジョヴァナルディが5勝を挙げドライバータイトルを獲得した。同年もスウェーデンツーリングカー(STCC)にフル参戦している。
2001年 ヨーロッパツーリングカー選手権(ETCC)にフル参戦。ワークスチームのチーム・アルファロメオからは3台がエントリー。ドライバーはファブリツィオ・ジョヴァナルディ、ニコラ・ラリーニ、ロマナ・ベルナドニーの3人。同年もジョヴァナルディがドライバータイトルを獲得し、2連覇を達成。同年STCCにも引き続きフル参戦した。
2002年もヨーロッパツーリングカー選手権(ETCC)に3台がシーズンを通して参戦。ドライバーもジョヴァナルディ、ラリーニ、ベルナルドニーの3人が続投したが、シリーズ終盤にはさらに2台加わり、ガブリエル・タルキーニとロベルト・コルチアーゴの2人がドライブした。同年も9勝を挙げジョヴァナルディがドライバータイトルを獲得しており、ラリーニもシリーズ3位を得ている。
2003年もETCCに3台がシーズンを通して参戦。ドライバーはニコラ・ラリーニ、ガブリエル・タルキーニ、ロベルト・コルチアーゴ。同年もタルキーニがドライバータイトルを獲得。アルファロメオはETCC4連覇を達成した。
2004年も4台が参戦。同年でETCCはシリーズ終了となる。ドライバーは前年チャンピオンのガブリエル・タルキーニ、復帰したファブリツィオ・ジョヴァナルディとアウグスト・ファルフスの3人。この年はBMWにタイトルを奪われ連覇はならなかったが、タルキーニがシリーズ3位となっている。同年はイギリスツーリングカー選手権(BTCC)で活躍しているジェイムス・トンプソンがスポット参戦した。